# District de Roanne
Le district de Roanne est une ancienne division territoriale française du département de Rhône-et-Loire de 1790 à 1795.
Il était composé des cantons de Roanne, Ambierle, Belmont, Cervieres, Charlieu, Germain Laval, Haon le Chatel, Just en Chevalet, Just la Pendue, Néronde, Paulgues, la Pecaudiére, Perreux, Regny, Symphorien et Villemontais.

## Galerie

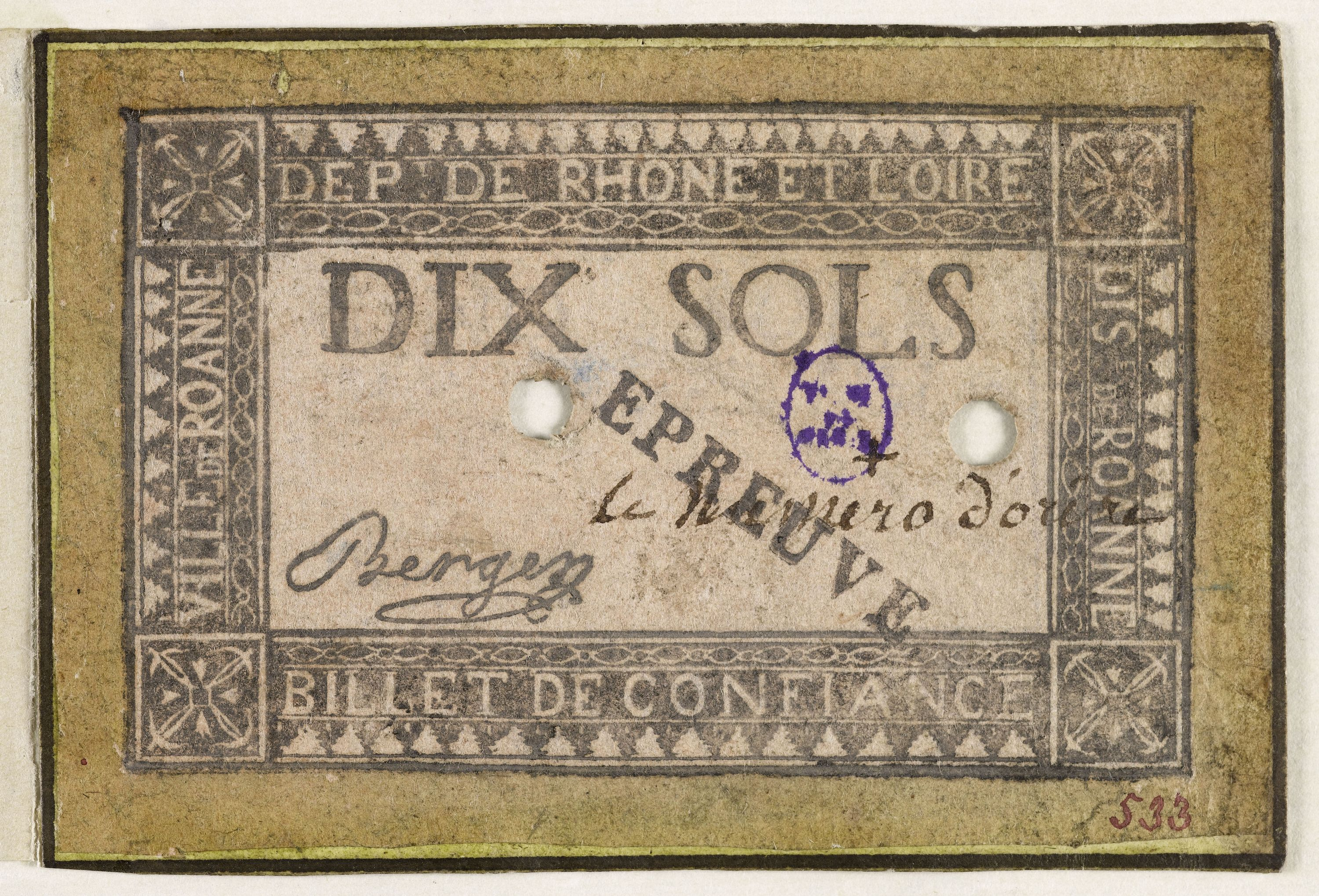
Billet de confiance de 10 sols mentionnant la VILLE DE ROANNE, l’ancien DEP(ARTEMEN)T DE RHONE ET LOIRE et le DIS(TRIC)T DE ROANNE